# Chiesa di San Lorenzo (San Pietro in Vincoli)
La chiesa di San Lorenzo in Vado Rondino, più anticamente pieve di San Lorenzo in Vado Rondino, nota anche come chiesa parrocchiale di San Pietro in Vincoli, è un'antica pieve che si trova nel territorio comunale di Ravenna, ma sotto la diocesi di Forlì-Bertinoro.

## Storia

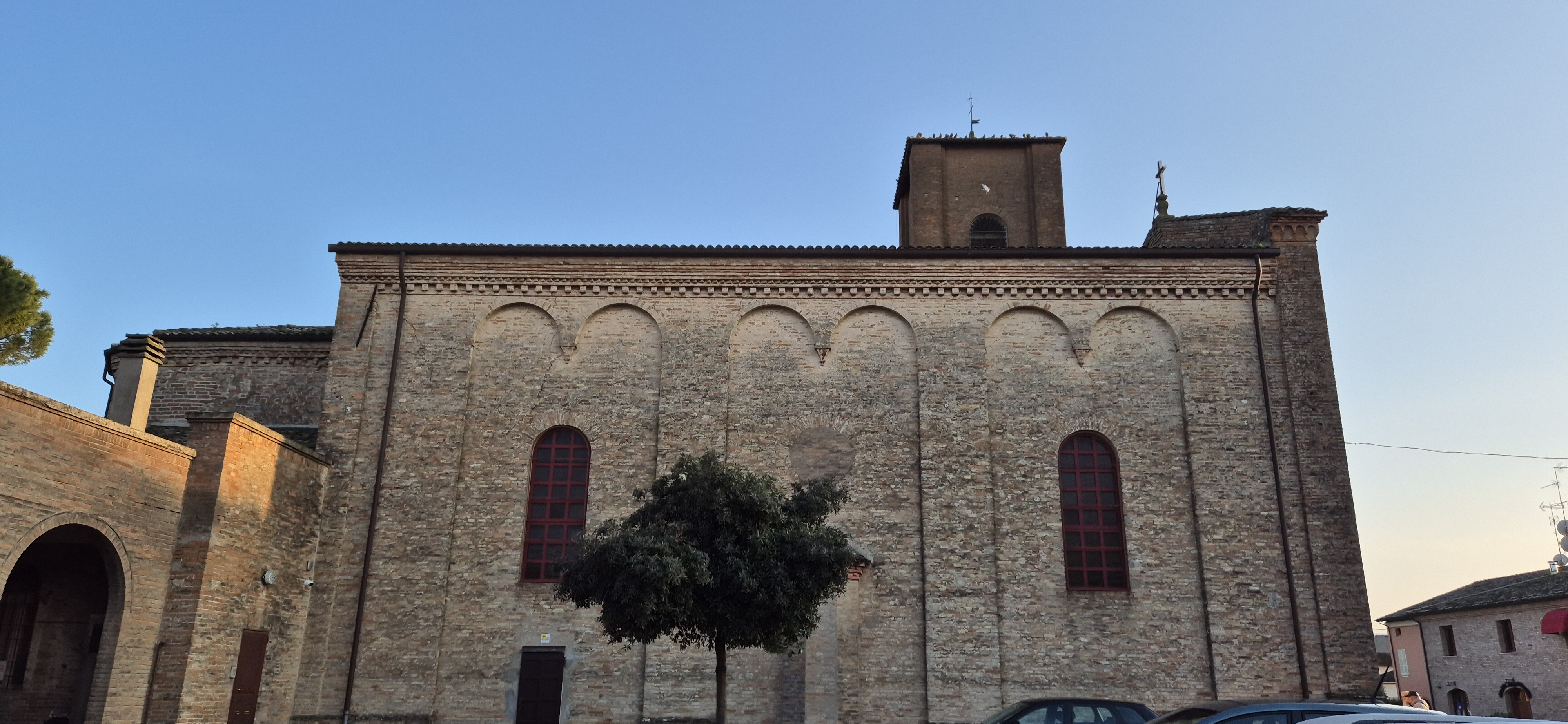
Chiesa di San Lorenzo in San Pietro in Vincoli (prospetto laterale)

La chiesa è la parrocchiale del paese di San Pietro in Vincoli. Il fatto che il paese porti un toponimo religioso fa confondere a volte la dedicazione che è da attribuire a San Lorenzo. Il nome del paese deriva infatti da una chiesa abbaziale con annesso monastero dedicato a San Pietro e alla sua liberazione dalla prigionia (per questo in vincoli) e costruito nel 1038. Monastero e chiesa di San Pietro in Vincoli sono andati incontro a un periodo di decadenza dopo le soppressioni napoleoniche del 1803 e nel 1827 la chiesa stessa viene soppressa e sostituita da un piccolo oratorio ancora identificabile in parte di un edificio annesso alla Caserma dei Carabinieri.
Nella frazione resta quindi attiva solo la pieve di San Lorenzo che pertanto a volte può trovarsi comunemente nominata come generica chiesa di San Pietro in Vincoli, alludendo al suo ruolo di parrocchiale della frazione.
Il nome Vado Rondino deriva dalla presenza nelle vicinanze di un vadum Arundinum, cioè un punto in cui si poteva guadare (guado) il fiume Ronco, che segnava il confine fra la giurisdizione della Arcidiocesi di Ravenna e la Diocesi di Forlì e dove terminava la centuriazione romana.
Le origini della pieve vengono fatte risalire al VII-VIII secolo, ma il primo documento rinvenuto in cui viene citata è una pergamena dell'Archivio arcivescovile di Ravenna del 966.
Nel 1179 la chiesa viene dotata di campanile in forme romaniche.
Nel Medioevo risultano dipendenti da questa pieve altri luoghi di culto poi scomparsi e difficilmente identificabili, le chiese di San Giorgio in Ustiliano (detta anche San Giorgio in Decimo, citata nel 1114), San Nicola in Rocola (citato nel 1290), Santa Maria in Tontola (citata nel 1349).
Con il terremoto del 1861 la chiesa subisce notevoli danni in varie zone, a eccezione dell'abside che si conserva integra. Nel 1863 i lavori di recupero sono ultimati. Durante questi lavori vengono ritrovati i resti dell'edificio primitivo, fra cui tracce di una non più esistente cripta.
Durante la guerra, nel 1944, la chiesa subisce altri danni, fra cui la distruzione del campanile che viene rielevato con le stesse forme nel 1952.

## Descrizione

### Esterno

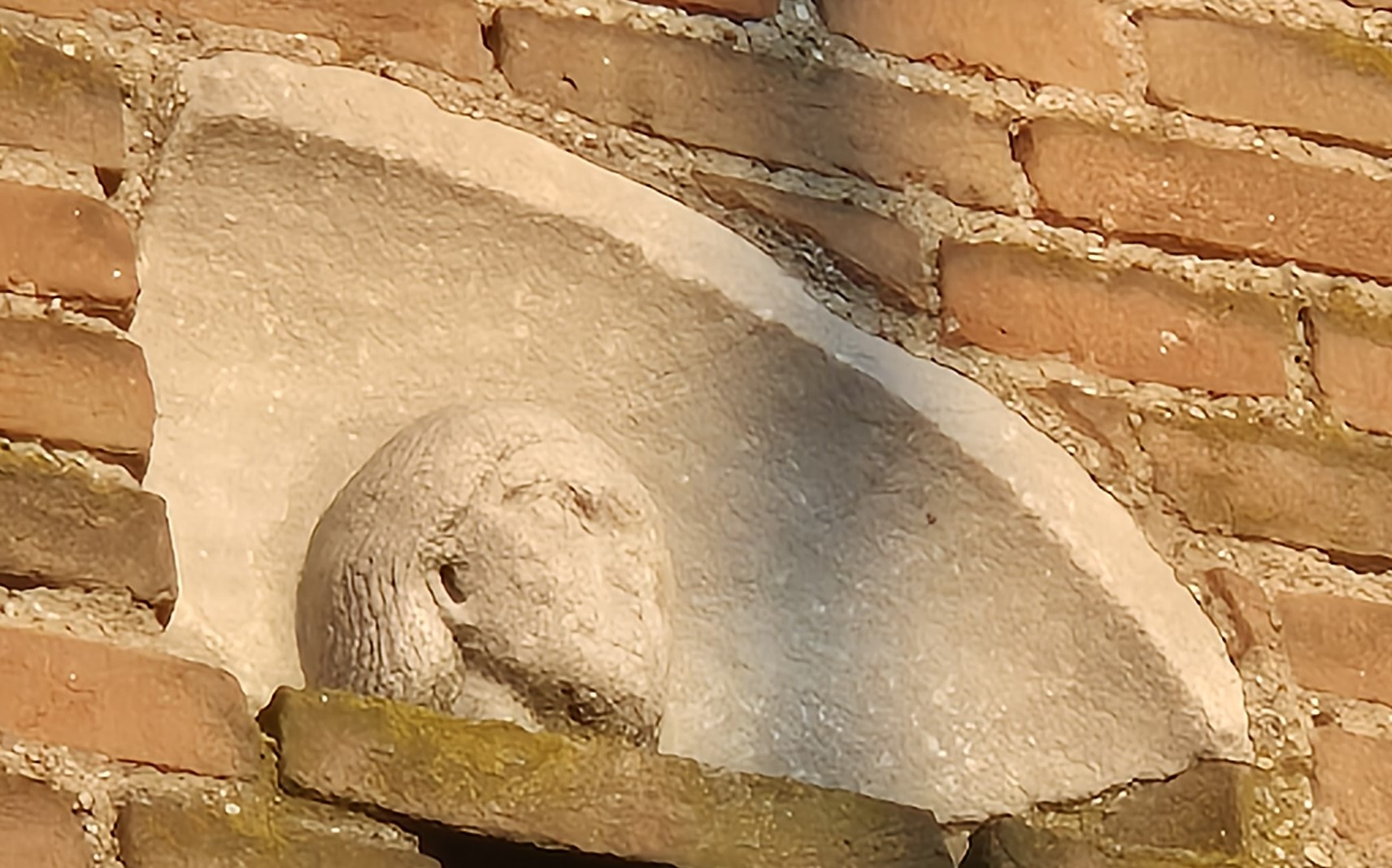
Frammento di sarcofago murato nel campanile della chiesa di San Lorenzo in san Pietro in Vincoli

L'esterno ha una semplice facciata a capanna con due lesene senza capitello, ma con base ai lati e una profilatura di archetti ciechi negli spioventi del tetto. L'unico portale, senza decorazioni, è coronato da un elemento che rompe la monotonia della trama di semplici mattoni. Nel centro restano le tracce di un rosone ora murato. Alla destra della facciata si trova il campanile in stile romanico, piuttosto tozzo e dalle forme solide. 
Murata all'interno del campanile si trova murato un frammento di antico sarcofago in marmo bianco in cui si identifica un volto umano.
Il prospetto laterale sinistro presenta sei archi ciechi abbinati a due a due che movimentano il muro di mattoni. Sull'altro lato la chiesa è affiancata da edifici.

### Interno

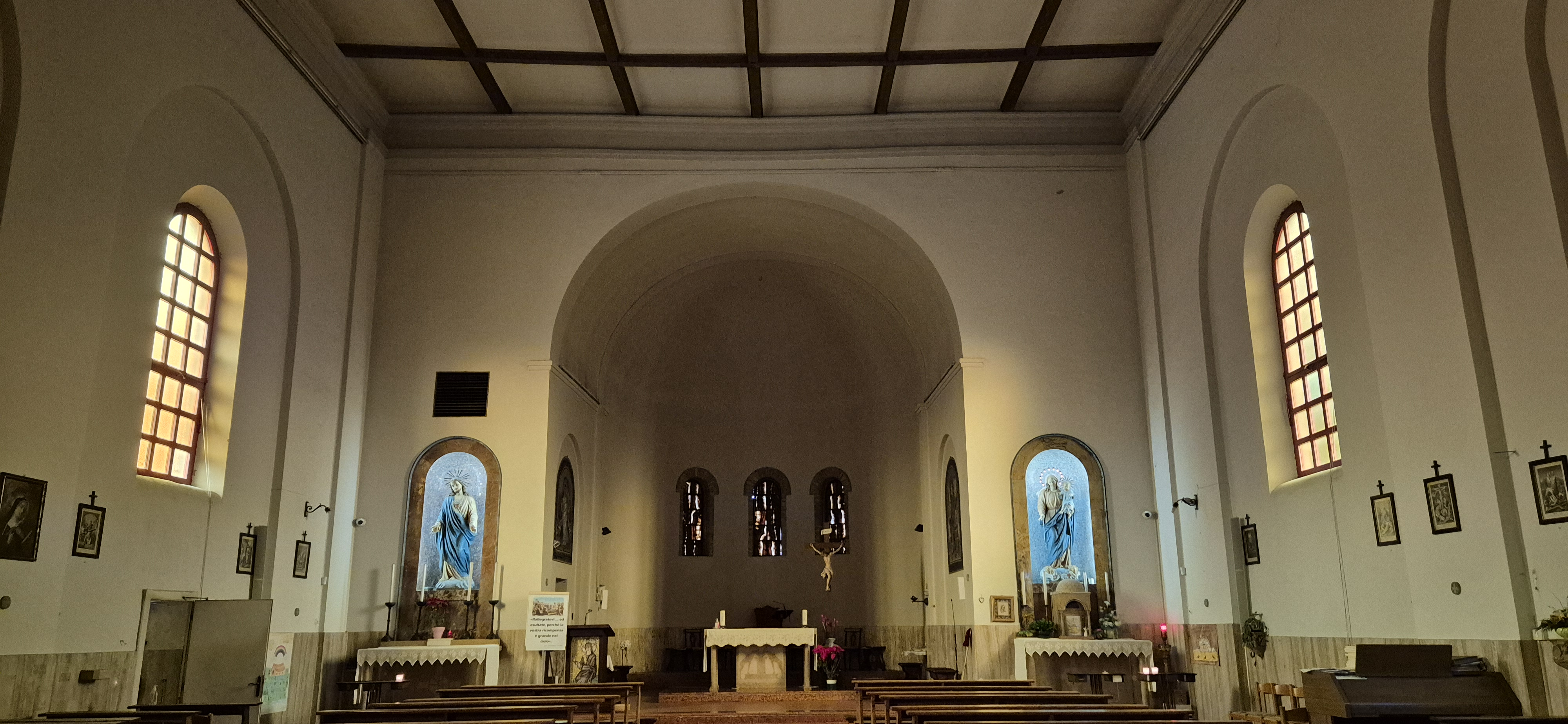
Chiesa di San Lorenzo in San Pietro in Vincoli (interno)

La chiesa è a navata unica, con abside poligonale che presenta sette lati all'esterno e tre finestre a forma d'arco. Il mattone non è più visibile all'interno, dato che è stato ricoperto da intonaco. Anche il soffitto si presenta modernizzato, così come non sono originali le decorazioni interne che comprendono anche mosaici moderni ispirati ai grandi mosaici delle basiliche ravennati.